# Bartolomé Tovar
Bartolomé Tovar fue un litógrafo del siglo XIX que trabajó en Sevilla.

## Litografías de las puertas de Sevilla
Se han atribuido a B. Tovar una colección de trece láminas litografiadas de la puertas y torres de Sevilla, impresas en 1878 para el libro Historia crítica de las riadas de Francisco de B. Palomo y Rubio.

## La Fiesta Española
Se le atribuye también[cita requerida] un álbum titulado La fiesta española compuesto por veintiuna estampas dedicadas a diversos lances taurinos, publicado sin firma ni editor, pero posiblemente en Sevilla, en la imprenta de José G. Fernández, 1860.
Forman el álbum las siguientes estampas litográficas: 
- Lámina de portada (sin numerar)
- Lámina 1: El Alguacil recoge la llave
- Lámina 2: Salida de la cuadrilla
- Lámina 3: Salida del toro del chiquero
- Lámina 4: El Picador cita al toro
- Lámina 4: Centro de una suerte de vara
- Lámina 5: Salida de una suerte de vara
- Lámina 7: Capeo por detrás
- Lámina 8 : Suerte de Verónica
- Lámina 10: Salto al Trascuerno
- Lámina 11: Salto de Garrocha
- Lámina 12: Capeo, suerte de Farol
- Lámina 13: Suerte de banderillas al Cuarteo
- Lámina 14: Banderillas de frente, cambiando
- Lámina 15: Sueltan perros al toro
- Lámina 16: El espada brinda al toro
- Lámina 17: Cite para pasar de muleta
- Lámina 18: Pase cambiando
- Lámina 19: Suerte de recibir
- Lámina 20: Suerte del descabello
- Lámina 21: El cachetero da la puntilla